# Тазларовська сільська рада (Зіанчуринський район)
Тазла́ровська сільська рада (рос. Тазларовский сельский совет) — муніципальне утворення у складі Зіанчуринського району Башкортостану, Росія. Адміністративний центр — село Тазларово.

## Населення
Населення — 1263 особи (2019, 1404 в 2010, 1462 в 2002).

## Склад
До складу поселення входять такі населені пункти:
| Населений пункт             | Населення, осіб (2002) | Населення, осіб (2010) |
| --------------------------- | ---------------------- | ---------------------- |
| Біккужа, присілок           | 107                    | 85                     |
| Верхній Сарабіль, присілок  | 26                     | 22                     |
| Івановка, присілок          | 9                      | 3                      |
| Луч, присілок               | 69                     | 64                     |
| Мале Байдавлетово, присілок | 21                     | 15                     |
| Нижній Сарабіль, присілок   | 121                    | 96                     |
| Тазларово, село             | 1109                   | 1119                   |